# Primärwert (Archiv)

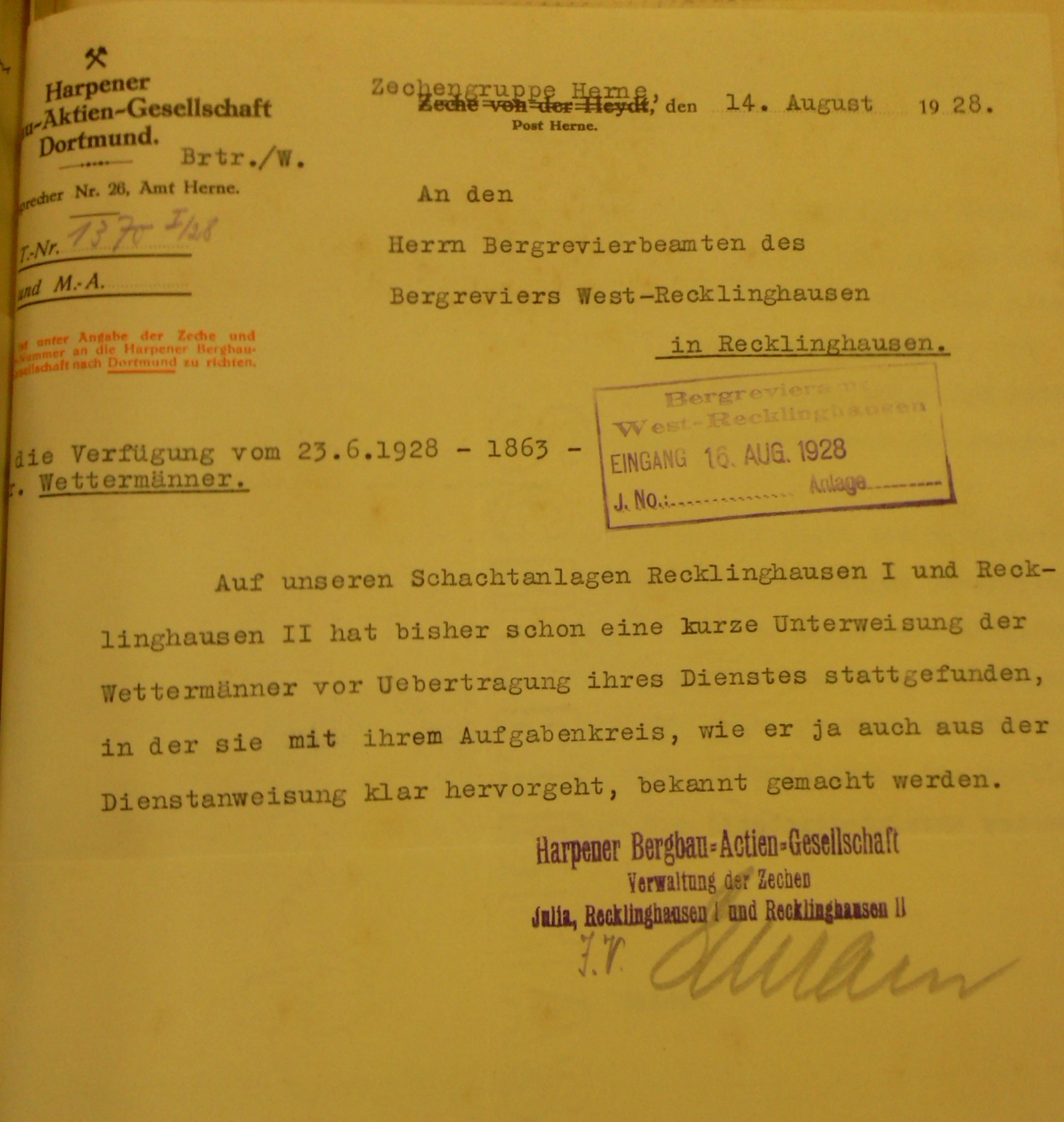
Schreiben einer Bergbau-Gesellschaft an die staatliche Aufsichtsbehörde. Die Unterlage diente der Gesellschaft als Nachweis, dass die geforderten Maßnahmen durchgeführt und kommuniziert wurden (Primärwert). Heute lässt sich daran z. B. nachvollziehen, wie Bergwerksgesellschaften und Aufsichtsbehörden miteinander kommuniziert haben (Sekundärwert).

Im archivischen Kontext bezeichnet der Primärwert (auch Primärzweck) den Wert einer Unterlage, die diese beim  Registraturbildner (Behörde, Institution, Privatperson) im Rahmen ihres Entstehungszwecks entfaltet. Zum Beispiel hat eine Personalakte solange einen Primärwert, wie die betreffende Person in einem Beschäftigungsverhältnis steht oder noch Ansprüche aus der Beschäftigung bestehen (z. B. Renten an die Witwe), denn die Akte wird zu dem Zweck benutzt, zu dem sie angelegt wurde. Den Gegensatz zum Primärwert bildet der Sekundärwert, der dann realisiert wird, wenn eine Unterlage zu einem anderen als dem Entstehungszweck als Informationsquelle benutzt wird. So kann eine Personalakte nach dem Ablauf von Aufbewahrungs- bzw. Schutzfristen dazu benutzt werden, Informationen über die betreffende Person zu erlangen (z. B. im Rahmen genealogischer Untersuchungen) oder um (historisch angelegte) Forschungen über die Sozialstruktur der Mitarbeiter einer Behörde oder eines Unternehmens anzustellen.
Der Primärwert und vor allem der Sekundärwert gehören zu den Kriterien bei der Auswahl von Unterlagen im Rahmen der archivischen Bewertung.